# Jake Shimabukuro
Jake Shimabukuro (født 3. november 1976 i Honolulu, Hawaii) er en kendt ukulelist og berømt for sit hurtige fingerarbejde. Hans musikgenre er en blanding mellem jazz, rock og pop.
Jake arbejdede i en musikbutik i Honolulu, da han som del af en triogruppe ved navn Pure Heart var med til at udgive deres første album. Trioen bestod af Lopaka Colon (percussion) og Jon Yamasato (guitar). Deres debutalbum vandt fire "Na Hoku Hanohano Awards". Det følgende år udgav de Pure Heart 2, som gav dem en anden Hoku-pris for Island Contemporary Album of the Year.
Da Jon senere oplyste de andre medlemmer om, at han stoppede i trioen, dannede Shimabukuro og Colon en anden gruppe, som de kaldte for Colon til ære for sidstnævntes far, den berømte percussionist Augie Colon. De fik også guitaristen Guy Cruz ind i gruppen. Colon vandt endnu en Hoku-pris for "entertainer of the year" i 2001, hvorefter Jake besluttede sig for at forfølge en solokarriere.
Jakes mor gav ham en ukulele i alderen af fire år. Efter opløsningen af Colon begyndte Jake at eksperimentere med lyden af effektpedaler og udgav en begynder-DVD med navnet "Play loud ukulele".
Jake har lagt musik til den japanske film "Hula Girls".